# 磁阻馬達

定子六極，轉子四極开关磁阻电动机的截面，其中定子是集中繞組

磁阻馬達是一种同步电动机，它利用转子磁阻不均匀而产生的转矩工作，轉子是由铁磁性材料以及非铁磁性材料組成，轉子沒有永久磁鐵，也沒有繞組，是结构最简单的电机之一。磁阻馬達其运行原理是磁通总要沿着磁阻最小的路径闭合，因此铁心在移动到最小磁阻位置时，其主轴线必与磁场的轴线重合。
磁阻馬達可以再細分為同步磁阻馬達、可變磁阻馬達及切換式磁阻馬達。
磁阻馬達可以以低成本下產生高功率密度，在許多應用中相當有吸引力。磁阻馬達的缺點是低速運轉時的高轉矩漣波（在旋轉一圈後，最大轉矩及最小轉矩的差），以及因為轉矩漣波產生的噪音。
在二十一世紀初以前，因為設計及控制磁阻馬達的複雜度，磁阻馬達的應用上受到許多限制，集成电路發展之前，磁阻馬達控制電路的昂貴也讓此技術不容易應用。由於理論的進步、電腦設計工具的輔助、控制使用的低價嵌入式系统已經突破了以往的限制，单片机利用实时计算控制演算法，依照轉子位置以及電流／電壓的回授來調整輸出電壓波形。

## 設計及運轉原理
定子有數個有凸極的電磁鐵磁極，類似線圈激磁式的直流有刷馬達。轉子是由軟磁鐵的材料製成（例如电工钢），轉子相對某定子磁鐵的磁阻會隨旋轉角度而變化。若是开关磁阻电动机，輚子極數一般會小於定子極數，可以讓轉矩漣波降到最低，也避免所有的轉子磁極都同時對正定子磁極，此位置下是無法產生力矩的。
當定子磁極在兩個相鄰轉子磁極中間，和兩轉子磁極等距，此轉子位置稱為「完全未對正位置」（fully unaligned position），此位置下會產生最大的磁阻。若是「對正位置」（aligned position），兩個（或多個）轉子磁極對正兩個（或多個）定子磁極（也就是轉子磁極完全面對定子磁極），此位置的磁阻最小。
若定子磁極有激磁，轉子的力矩會往使轉子往降低磁阻的方向轉動。因此，定子磁場會推著最近的轉子磁極由未對正的位置轉向和定子磁極對正（較小磁阻的位置）。（此原理和螺線管動作的原理相近，也和磁鐵吸住铁磁性金属的原理類似）。若要維持旋轉，定子磁場需要領先轉子磁極，因此可以推著轉子旋轉。有些磁阻馬達的變體可以直接用三相交流電電源驅動（參考以下同步磁阻馬達的說明）。許多較新的磁阻馬達設計是用开关磁阻电动机，因為電氣上的換流對於馬達啟動、速度控制及平順運動（低轉矩漣波）等控制機能有益。
雙轉子的架構可以在單位體積（或是質量）的價格較低時，產生較多的力矩。
每一相繞阻的电感會隨著轉子位置而變化，原因是磁阻也會隨轉子位置而變化。這對控制系統設計是一大挑戰。

## 種類

### 同步磁阻馬達
同步磁阻馬達（Synchronous reluctance motors，會簡寫為SynRM）定子磁極數量和轉子磁極數相同。其轉子內部會有磁障礙，是針對在所謂直接軸（direct axis）方向的磁通。典型的極數有4極及6極。
轉子內部沒有產生電流的元件，可以工作在同步轉速。其轉子能量損失比异步电动机要小。
若已運作在同步轉速下，馬達可以用弦波電壓驅動。但若需要速度控制，需要用可支援同步磁阻馬達的变频器來驅動。

### 切換式磁阻馬達
切換式磁阻馬達（Switched Reluctance Motor，简称SRM）也稱為开关磁阻电动机，源於1838年，算是一種特殊的步進馬達。开关磁阻电动机和一般直流馬達不同，繞組是在定子上的，而不是在轉子上，因此電力不需藉由電刷及換相器等零件傳輸，機械結構比較簡單，但其驅動器需將電力提供給不同的繞組，在配合先進的電子零件下，這個已不是問題，开关磁阻电动机是近代常用的馬達，其好處是轉子沒有磁鐵，製造成本低，馬達體積小，但其缺點是轉矩漣波。
开关磁阻电动机常用在需要轉子長時間靜止的應用中，或潛在爆炸環境（例如礦坑），不允許機械型的換相器。
开关磁阻电动机的各組相繞組是互相獨立的，因此其故障容許度比變頻器驅動的感應馬達要高。最佳的驅動波形不是純正弦曲線，原因是因為在轉子轉動時的非線性力矩，以及定子繞阻電感高度的隨位置而變化。

## 應用
- 類比電表
- 洗衣機
- 核反應爐的控制桿驅動器
- 硬碟馬達
- 电动载具[3]
- 電動工具，例如鑽床、車床及帶鋸。

## 外部連結
- Real-Time Simulation of Switched Reluctance Motor Drives Technical Paper